# Bayonetta 2
Bayonetta 2 (ベヨネッタ 2, Beyonetta Tsū) est un jeu vidéo d'action de type beat them all développé par Platinum Games et édité par Nintendo. Le jeu est sorti exclusivement sur Wii U en septembre 2014 au Japon et en octobre 2014 dans le reste du monde. Un portage du premier opus Bayonetta est inclus avec le jeu via le pack 1+2 sur Wii U. Sur Nintendo Switch, l'achat donne accès à un code de téléchargement du premier opus à utiliser sur le Nintendo eShop. 
Une suite intitulée Bayonetta 3 sort le 28 octobre 2022 exclusivement sur Nintendo Switch.

## Scénario
Peu de temps après les événements du premier opus, Bayonetta et Jeanne préparent les fêtes de Noël en faisant les boutiques de la ville. Un imprévu les force à affronter une horde d'anges ayant détourné des avions pour une parade. Un combat contre un ange coriace tourne au désastre quand Bayonetta perd le contrôle du démon qu'elle invoque et provoque la mort de Jeanne, qui est envoyée en Enfer. Bayonetta entreprend immédiatement une opération de sauvetage de l'âme de Jeanne emprisonnée en Enfer et se rend à Fimbulventr pour y accéder.

## Système de jeu
Bayonetta 2 reprend les mécanismes de jeu du premier épisode Bayonetta.
Le mode un joueur possède trois modes de difficulté pour s'adapter à un large public. Il existe un 4e mode de difficulté pour des joueurs exigeants.
Le jeu dispose d'un mode coopératif à deux joueurs en ligne,.

## Personnages
- Bayonetta :  Héroïne de la saga et une des deux sorcières survivantes de l'Umbra incarnant l'un des Yeux du Monde, l'Œil gauche des ténèbres. De son vrai nom Cereza, elle n'a appris son passé que très récemment, puisqu'elle est sortie d'un sommeil ayant duré 500 ans sans aucun souvenir de son passé. Munie de ses quatre pistolets, nommés  « L'amour est bleu », elle tue les anges qui la pourchassent afin de rester en vie.
- Jeanne : La seconde sorcière à avoir survécu, attachée à Bayonetta depuis l'enfance et ancienne héritière du trône du clan. Elle est aussi équipée de quatre pistolets, appelés « Tous pour Un ». À cause d'une invocation désastreuse de Bayonetta, Jeanne lui sauve la vie en sacrifiant la sienne et est envoyée en Enfer. Enlevée par Alraune, un démon de l'enfer, elle est ensuite sauvée par Bayonetta. Dans cet opus, elle laisse pousser ses cheveux afin de différencier son style de celui de Bayonetta.
- Loki : Jeune garçon ayant des pouvoirs magiques renfermés dans des cartes, il servira de guide pour Bayonetta dans Noatun, la cité de la Genèse. Loki est en réalité une réincarnation du dieu du Chaos, Aesir, qui a légué les Yeux du Monde aux humains, dont l'Œil Gauche des ténèbres à Bayonetta.
- Balder : Un sage de Lumen qui incarne l'Œil droit de la lumière des Yeux du monde. Il est le père de Bayonetta. Balder veut tuer Loki qui est le présumé assassin de sa femme Rosa, tuée durant la Grande Guerre il y a 500 ans. Balder a été ramené du passé par le Prophète, une incarnation d'Aesir. Il combat avec une lance de lumière à double tranchant qu'il peut matérialiser à tout moment durant un combat et scinder en deux pour en faire deux épées. La tenue qu'il porte est tissée avec du fil béni qui le protège des ténèbres.
- Father Balder: La guerre opposant les deux clans prend fin après 500 ans quand le dernier sage est tué par les deux dernières sorcières. On apprend qu'après toutes ces années à avoir lutté contre l'âme de Loptr enfermée en lui, Balder avait finalement vu son âme corrompue et avait progressivement perdu la raison, ce qui l'a poussé à procéder à la résurrection de Jubileus et à convoiter autant de pouvoir. Se débarrassant de l'âme du Prophète au milieu des décombres de la statue de Jubileus, il s'écroule au sol et se désintègre, et dans un dernier moment de lucidité, prononce quelques mots à l'intention de Cereza.
- Lumen masqué : Un sage de Lumen portant un masque afin de dissimuler son identité et combattant avec une lance de lumière à double tranchant qu'il peut scinder en deux pour en faire des épées et qu'il invoque dans sa main. Son masque, représentant un soleil doré et composé de neuf encoches circulaires symétriques lui permet de mieux se concentrer sur l'adversaire qu'il affronte lorsqu'il le porte. Bayonetta comprend qu'il est un sage de Lumen lorsqu'elle découvre qu'il maîtrise lui aussi l'Envoûtement.
- Loptr (le Prophète) : L'autre réincarnation du dieu Aesir, il veut reprendre les Yeux du Monde et le pouvoir souverain de Loki. Lors de la chasse aux sorcières, 500 ans auparavant, il tua Rosa et ramena le Balder du passé dans le présent pour que l'Œil droit de la lumière puisse subsister, le Balder du présent étant mort. En faisant cela il raconte à Balder que c'est Loki qui a tué sa femme et le manipule. Loptr incite donc Balder à tuer Loki pour ainsi reprendre son pouvoir souverain et permettre à Balder d'assouvir sa vengeance.
- Rosa : Mère de Bayonetta et femme de Balder, exilée du clan de l'Umbra pour avoir créé une romance avec un sage de Lumen. Elle porte des chaînes en punition pour avoir enfreint les lois de son clan qui comportent autant de verrous destinés à museler son pouvoir magique. Ils n'ont plus d'effet sur elle depuis longtemps, mais leur détentrice tient à les conserver en souvenir du passé. Elle est tuée par Loptr sous les yeux de Balder.
- Aesir : Le dieu du chaos. C'est lui qui a créé les Yeux du Monde, et confié ce pouvoir aux humains. Seulement cette action sépara son âme en deux moitiées, Loki et Loptr. Loptr a pour ambition de redevenir Aesir, en reprenant les Yeux du Monde ainsi que le pouvoir souverain de Loki, l'autre réincarnation.
- Luka : Journaliste qui informe Bayonetta de ses trouvailles. Elle lui donne le surnom affectueux de "Chouchou". La récente découverte de l'innocence de Bayonetta dans l'histoire du meurtre de son père apaise leur relation autrefois tumultueuse.
- Rodin : Démon qui gère le bar nommé « Les portes de l'enfer » servant aussi de boutique à costumes, objets et armes démoniaques que Bayonetta obtient en lui donnant des disques phonogrammes angéliques.
- Enzo : Informateur de Bayonetta, c'est un ancien escroc qui essaye tant bien que mal de se racheter. Contrairement à Rodin qui sait pourquoi Bayonetta doit impérativement éliminer des anges, Enzo n'apprécie pas les combines dans lesquelles elle trempe.
- Démons Infernaux : Bayonetta et Jeanne les invoquent pour achever des démons ou des anges. Ils ont plusieurs formes, comme un lion des ténèbres ou un crapaud monstrueux, et ont une taille impressionnante.
- Alraune : Démone qui a volé l'âme de Jeanne en enfer. Une histoire raconte qu'elle était autrefois une femme de bonne famille qui se suicida en s'aspergeant de poison de  mandragore. Bayonetta la combat et lui extirpe Jeanne ce qui l'affaiblit. Rodin capture Alraune et en fait une arme puissante.

## Développement
Le développement de Bayonetta 2 a été annoncé le 13 septembre 2012, exclusivement pour la Wii U. Pour Tatsuya Minami de Platinum Games, le partenariat avec Nintendo permet d'en faire une licence forte qui peut plaire à de nombreux joueurs. Yusuke Hashimoto et Atsushi Inaba précise que Nintendo n'est pas intervenu dans le développement du jeu afin de ne pas gêner le studio, mais a tout de même apporté un regard critique.
Pour Mari Shimazaki, Character designer du jeu, le nouveau design de Bayonetta a été plus difficile à créer que le précédent notamment du fait des nouvelles couleurs utilisées. En effet, l'eau étant un des grands thèmes du jeu, Yusuke Hashimoto désirait que le bleu devienne sa nouvelle couleur caractéristique à la place du rouge, ce qui a entraîné quelques difficultés lors de l'équilibrage des couleurs. Pour le design général du jeu, l'équipe de développement s'est notamment rendue en Belgique et en Italie pour créer l'architecture de la principale ville du jeu,.
Un premier trailer est diffusé en janvier 2013, un deuxième, montrant du gameplay, lors de l'E3 2013 et un troisième, dévoilant une partie de l'intrigue et des phases de combats, lors d'un Nintendo Direct en février 2014. Lors de l'E3 2014, Platinum Games dévoile de nouvelles armes, explique le mode coopératif et annonce la présence de costumes bonus issus de l'univers Nintendo pour le premier épisode,. À l'occasion d'un Nintendo Direct consacré au jeu diffusé le 5 septembre 2014, la date de sortie et une édition collector du jeu sont annoncées, tout comme la présence des costumes Nintendo dans ce second opus.
Le jeu est commercialisé le 20 septembre 2014 au Japon, le 24 octobre 2014 en Amérique du Nord et en Europe et le 25 octobre 2014 en Australie. Un portage du premier opus Bayonetta, basé sur la version Xbox 360, est offert lors de l'achat du jeu, aussi bien en version boîte qu'en version dématérialisée. Cette version tourne à 60 images par seconde, propose les voix japonaises et anglaises et est jouable sans téléviseur.
Une version de démonstration est sortie sur le Nintendo eShop le 9 octobre 2014 en Europe et Amérique du Nord,.

## Apparitions
Le personnage de Bayonetta fait des apparitions dans différents jeux de la franchise Nintendo, comme Super Smash Bros. for Nintendo 3DS / for Wii U et Super Smash Bros. Ultimate en tant que personnage jouable.

## Accueil

### Ventes
Lors de sa première semaine de commercialisation au Japon, le jeu s'écoule à 38 828 exemplaires, soit 67,29 % du tirage initial.